# ナタナエル
ナタナエル（英語:Nathanael）は、新約聖書のヨハネの福音書に登場する人物である。バルトロマイと同一人物であるという説がある。
ナタナエルはガリラヤのカナの生まれである。12弟子のピリポによってイエス・キリストを紹介されたが、彼はナザレからメシヤが出るとは信じなかった。しかし、彼がイエスに会うと、すでにイエスは彼を知っており、いちじくの下にいるのを見たと聞き、彼はイエスが神の子であると信じ告白した。そして、イエスの12弟子の一人になったと言われる。
イエス・キリストの復活後に、キリストにガリラヤ湖で出会った。